# Prainha (São Tomé e Príncipe)
A Prainha é uma praia do Arquipélago de São Tomé e Príncipe, localiza-se a Oeste da ilha do Príncipe localizada entre o promontório da Pedra da Ponta Furada e a Praia do Caixão.